# ジェレミー・ブロック
ジェレミー・ブロック（Jeremy Bulloch、1945年2月16日 - 2020年12月17日）は、イギリスの俳優。

## 経歴
10代の頃から俳優生活を開始する。
1970〜80年代にテレビドラマの名作「ドクター・フー（Doctor Who）」や「シャーウッドのロビン（Robin of Sherwood）」に出演。
「スター・ウォーズ・シリーズ」エピソード5『帝国の逆襲』 - エピソード6『ジェダイの帰還』での賞金稼ぎのボバ・フェット役で有名になる。ただしこれはスーツアクター的な役回りであった。エピソード3『シスの復讐』ではベイル・オーガナの部下であるジェレモック・コルトン船長役でカメオ出演している。
上記以外にも『007シリーズ』の「007 ユア・アイズ・オンリー」（1981年）と「007 オクトパシー」（1983年）と、「007」シリーズにも3回出演した。
近年はパーキンソン病を患い闘病生活を続けていたが、2020年12月17日、ロンドンの病院で死去。75歳没。